# Pikti
Pikti (latinski: Picti) je naziv kojim se opisuju pripadnici plemenskog saveza, odnosno domoroci na krajnjem sjeveru Britanije u 1. tisućljeću pr. Kr. Živjeli su u istočnom i sjevernom dijelu današnje Škotske. Većina povjesničara smatra kako su bili keltskog porijekla, odnosno da je njihov, danas izumrli i gotovo potpuno nepoznat piktski jezik, pripadao britanskoj porodici keltskih jezika. Odnos s Britima, odnosno domorocima južnijih područja Britanije je također predmet pretpostavki.
Pikte su prvi opisali rimski pisci kao narod koji živi s druge strane njihovih sjevernih granica. Dio povjesničara smatra da su bili povezani s Kaledoncima. U svakom slučaju se u ranom srednjem vijeku njihovo područje zvano Pictavia ili Pictland s vremenom spojilo s gelskim kraljevstvom Dál Riata i tako stvorilo Kraljevstvo Alba, preteču prve škotske države. Nakon što je isto područje "absorbiralo" britska kraljevstva Strathclyde i bernički Lothian, do 11. stoljeća je zasebni piktski identitet u potpunosti utopljen u novu škotsku naciju.